# Le Gué-de-la-Chaîne
Le Gué-de-la-Chaîne är en kommun i departementet Orne i regionen Normandie i nordvästra Frankrike. Kommunen ligger i kantonen Bellême som tillhör arrondissementet Mortagne-au-Perche. År 2018 hade Le Gué-de-la-Chaîne 741 invånare.

## Befolkningsutveckling
Antalet invånare i kommunen Le Gué-de-la-Chaîne
| Referens: INSEE |